# Syngrapha cryptica
Syngrapha cryptica là một loài bướm đêm trong họ Noctuidae.